# Setebos
Setebos är en av de yttersta retrograda irreguljära månarna till Uranus. Den upptäcktes den 18 juli 1999 av John J. Kavelaars et al. och fick den tillfälliga beteckningen S/1999 U 1. Den är också betecknad Uranus XIX.
Setebos är uppkallad efter guden som dyrkades av Caliban och Sycorax i William Shakespeares pjäs Stormen.
Banparametrarna antyder att den kan tillhöra samma dynamiska kluster som Sycorax och Prospero, vilket i sin tur antyder ett gemensamt ursprung. Förslaget verkar dock inte stödas av de observerade färgerna. Månen förefaller vara neutral (grå) (färgindex BV = 0,77, RV = 0,35), vilket liknar Prospero men skiljer sig från Sycorax (som är ljusröd).